# صموئيل فيشر سكوت
صموئيل فيشر سكوت (بالإنجليزية: Samuel Fischer Scott)‏ هو أكاديمي أمريكي، ولد في 1907، وتوفي في 31 مايو 1988.